# Bataille de Loïew (1649)
Soulèvement de Khmelnytsky
Batailles
- Jovti Vody
- Korsoun
- Starokostiantyniv
- Pyliavtsi
- Mazyr
- Loïew
- Zakhal (en)
- Zbaraj (en)
- Zboriv (en)
- Krasne (en)
- Kopytchyntsi (en)
- Berestetchko
- Loïew (en)
- Bila Tserkva (en)
- Batih (en)
- Jvanets

La bataille de Loïew (en biélorusse : Лоеў, en polonais : Łojów, en ukrainien : Лоєв) est une bataille du soulèvement de Khmelnytsky. Près du site de la ville actuelle de Loïew en Biélorussie, une force numériquement supérieure de cosaques ukrainiens sous le commandement de Stepan Pobodaïlo et Mykhaïlo Krytchevsky est vaincue par les forces polono-lituaniennes sous le commandement de Hetman de campagne de Lituanie Janusz Radziwiłł. Radziwiłł a pu engager les forces cosaques avant leur jonction. D'abord il a vaincu l'armée de Krytchevsky, qui a été mortellement blessé ; puis il a défait l'armée de Pobodaïlo.

## Avant la bataille
Une armée cosaque sous Stepan Pobodaïlo avec une force d'environ 7 000 hommes a pris Loïew à l'été 1649 et a commencé à l'utiliser comme base opérationnelle dans la région, pour une série de raids de pillage. Le Hetman de campagne de Lituanie Janusz Radziwiłł mène l'armée lituanienne (environ 6 000 hommes, dont environ 800 hussards ailés, 1 000 fantassins, et de la cavalerie légère) sur le terrain pour l'engager.
Bohdan Khmelnytsky, chef des cosaques ukrainiens, est informé des plans de Radziwiłł pendant le siège de Zbaraj. Il détache une partie de ses forces, une armée d'environ 10 000 hommes dirigés par Mykhaïlo Krytchevsky, pour soutenir Podobaïlo contre la république des Deux Nations.
Le 23 juillet, l'armée du polono-lituanienne s'approche de Loïew sur la rive droite du Dniepr. Le camp fortifié de Pobodaïlo était sur la rive gauche et Radziwiłł décide de commencer un siège en bombardant le camp des cosaques avec son artillerie par-dessus de la rivière.

## Déroulement de la bataille
Lorsque Radziwiłł apprend l'approche des renforts cosaques sous Krytchevsky, il envoie 2 000 cavaliers en reconnaissance, mais Krytchevsky les évite et attaque l'armée principale. L'assaut cosaque est brisé par les tirs d'artillerie et d'infanterie des Polonais. Radziwiłł attaque ensuite les cosaques avec sa cavalerie, mais est encerclé par les cosaques et aurait péri si le reste de la cavalerie, revenant de la mission de reconnaissance ratée, n'était arrivé à ce moment, renversant la situation.
Les restes de l'armée de Krytchevsky prennent position dans un fort de chariots. Les premières tentatives de l'armée polono-lituanienne pour prendre les nouvelles positions cosaques échouent. Entre-temps, les troupes de Pobodaïlo traversent la rivière pour aider leurs alliés, mais sont défaites. Après cela, l'assaut final du fort de wagons réussit, les hussards quittant leurs montures et se battant à pied. Krytchevsky, mortellement blessé, est fait prisonnier. Radziwiłł capture environ 40 bannières cosaques sur le terrain. Samuel Orgelbrand a estimé les pertes cosaques à 3 000 hommes, 2 pièces d'artillerie et 12 bannières. 
L'une des raisons de la défaite de l'armée cosaque et des pertes importantes est une erreur stratégique de Krytchevsky, qui a mal évalué le facteur de soudaineté qui a permis à l'armée du Commonwealth de détruire chaque unité de l'armée cosaque séparément.

## Conséquences
Les forces polono-lituaniennes reprennent le contrôle de la région, mais le manque de ravitaillement empêche Radziwiłł d'avancer sur Kiev.
Radziwiłl est récompensé par le roi avec des possessions à Nevel, Sebej et Krasny. Non content de ces récompenses, il trahira plus tard la république.
Une autre bataille aura lieu dans la même zone deux ans plus tard.